# 東京女子大学の人物一覧
東京女子大学の人物一覧（とうきょうじょしだいがくのじんぶついちらん）は東京女子大学に関係する人物の一覧記事。

## 役員
- 渡辺文蔵 - 元理事長
- 阿部志郎 - 元理事長
- 森本あんり - 第17代目学長(2022年4月～） 神学・宗教学・アメリカ教会史　国際基督教大学名誉教授

## 著名な教員
- 青木深 - 歴史人類学者
- 荒巻健二 - 経済学者
- 伊奈正人 - 文化社会学者
- 臼井吉見 - 批評家・編集者
- 大久保喬樹 - 比較文学者。第1回和辻哲郎文化賞受賞。
- 兼若逸之 - 朝鮮史学者、日韓比較文化研究者（NHKハングル講座元講師）
- 黒崎政男 - 哲学者
- 黒沢文貴 - 歴史学者
- 白砂堤津耶 - 経済学者、計量経済学。
- 竹内健蔵 - 交通経済学、国土交通省交通政策審議会会長代理
- 平野邦雄 - 歴史学者
- 福田恆存 - 劇作家・批評家
- 森一郎 - 哲学者。第21回和辻哲郎文化賞受賞。
- 油井大三郎 - 歴史学者

## 著名な出身者

### 政治
- 堂本暁子 - 元千葉県知事、元参議院議員
- 園田天光光 - 日本初の女性代議士39人の一人。元労働者農民党衆議院議員、園田直夫人
- 井戸正枝 - 元衆議院議員、元兵庫県議会議員
- 高際みゆき - 東京都豊島区長
- 宮澤庸子 - 宮澤喜一夫人
- 岸田裕子 - 岸田文雄夫人

### 経済
- 石原一子 - 髙島屋常務、ギャップ日本法人特別顧問、東証一部上場企業初の女性重役
- 竹永美紀 - ポーラ社長、日本訪問販売協会会長
- 鷹野志穂 - 元ロクシタン日本代表、カーライル・グループシニア・アドバイザー、森永製菓取締役、ユナイテッドアローズ取締役

### 行政
- 高橋展子 - 駐デンマーク特命全権大使、元国際労働機関（ILO）事務局長補
- 荒木田百合 - 横浜市副市長

### 研究
- 青柳まちこ - 文化人類学者 立教大学名誉教授
- 飯田朝子 - 言語学者 中央大学教授
- 石井志保子 - 数学者 東京大学名誉教授　日本学士院賞・恩賜賞
- 伊吹知勢 - 英文学者 お茶の水女子大学名誉教授
- 印東道子 - 考古学者 国立民族学博物館名誉教授
- 大久保桂子 - 歴史学者 國學院大學文学部教授
- 大角翠 - 言語学者 東京女子大学教授
- 大藤紀子 - 憲法学者 獨協大学教授、元パリ政治学院招聘教授、元憲法理論研究会事務局長
- 大村はま - 国語教育研究家
- 柏木惠子 - 発達心理学者　東京女子大学名誉教授、文京学院大学教授　元日本発達心理学会理事長
- 國弘暁子 - 文化人類学者 早稲田大学教授、現代文化人類学会会長
- 笹原恵 - 社会学者 静岡大学教授
- 嶋崎尚子 - 社会学者 早稲田大学教授　元総務省統計委員会委員
- 進藤美希 - 経営学者 東京工科大学准教授
- 奈倉京子 - 人類学者 静岡県立大学教授、日本華僑華人学会研究奨励賞
- 西岡洋子 - 社会学者 駒澤大学教授
- 福留真紀 - 歴史学者 清泉女子大学准教授
- 細井洋子 - 社会学者、東洋大学名誉教授
- 北條文緒 - 英文学者 作家 東京女子大学名誉教授　日本翻訳文化賞
- 水田宗子 - 比較文学者 詩人 城西大学理事長　城西国際大学学長
- 山脇百合子 - 英文学者、実践女子大学名誉教授、元日本ギャスケル協会会長
- 油布佐和子 - 教育学者 早稲田大学教授
- 和氣純子 - 社会福祉学者 東京都立大学教授、日本ソーシャルワーク教育学校連盟副会長、日本学術会議会員

### 文学
- 青木玉 - エッセイスト
- 有吉佐和子 - 小説家。女流文学賞受賞。
- 近藤富枝 - 小説家。元・NHKアナウンサー。
- 瀬戸内寂聴 - 小説家。女流文学賞受賞。
- 髙樹のぶ子 - 小説家。芥川賞受賞。
- 永井路子 - 小説家。直木賞受賞。
- 中島京子 - 小説家。直木賞受賞。
- 矢川澄子 - 翻訳家・詩人・小説家。
- 皆川博子 - 小説家。直木賞受賞。
- 大島かおり - 翻訳家。『モモ』の翻訳。
- 木崎さと子 - 小説家。芥川賞受賞。
- 明野照葉 - 小説家。松本清張賞受賞。
- 中村千栄子 - 詩人・作詞家
- 黒田杏子 - 俳人。
- 尾崎左永子 - 歌人
- 松岡和子 - 翻訳家、演劇評論家
- 大塚野百合 - 恵泉女学園大学名誉教授、英文学者、キリスト教文化・賛美歌研究家、キリスト教功労者
- 川崎賢子 - 文芸演劇評論家、サントリー学芸賞受賞。
- 田中一江 - 翻訳家
- つげのり子 - 作家、皇室ライター
- 中島みち - ノンフィクション作家
- 霜島ケイ - 小説家
- 高楼方子 - 作家。赤い鳥文学賞受賞。
- 佐伯紅緒 - 作家
- 植松三十里 - 小説家。歴史文学賞、新田次郎文学賞受賞。
- わたりむつこ - 絵本作家、児童文学作家、サンケイ児童出版文化賞受賞。
- 古川智映子 - 小説家。
- 村上かのん - 脚本家。

### 芸術
- 森英恵 - ファッションデザイナー
- 如月小春 - 劇作家
- 岡本敏子 - 岡本太郎秘書・養女
- 森川久美 - 漫画家
- 今市子 - 漫画家
- 村井志摩子 - 演出家
- 塩谷靖子 - ソプラノ歌手、エッセイスト
- 平川滋子 - 現代美術家
- 近藤麻理恵 - 片付けコンサルタント
- 小林晃 - イラストレーター

### マスコミ
- 秋尾沙戸子 - ジャーナリスト、『ナイトジャーナル』（NHK総合）元キャスター
- 池谷実悠 - テレビ東京アナウンサー
- 石川牧子 （短大）- 日本テレビエンタープライズ常務取締役兼日テレ学院長。元日本テレビアナウンサー。
- 石毛恭子（短大）- 元フジテレビアナウンサー→女優・歌手
- 石田敦子 - 元毎日放送アナウンサー
- 出田奈々 - NHKアナウンサー
- 伊藤聡子 - フリーアナウンサー
- 伊東敏恵 - NHKアナウンサー
- 磯部恵美 - 元西日本放送、元新潟放送、元東海テレビアナウンサー
- 梅島三環子 - 仙台放送アナウンサー
- 大木香乃 - フリーアナウンサー
- 大野香菜（短大） - 元フジテレビアナウンサー、フリーアナウンサー
- 岡安弥生 - フリーアナウンサー
- 沖野綾亜 - 琉球放送アナウンサー
- 小野陶子 - 元毎日放送アナウンサー
- 海保知里 - 元TBSアナウンサー
- 香川千穂 - 元朝日放送アナウンサー
- 斉藤百香 - 元東北放送アナウンサー
- 木下瑠音 - 元仙台放送アナウンサー
- 木地智美 - 北日本放送アナウンサー
- 金城茉里奈 - 北海道放送アナウンサー
- 五代利矢子 - 評論家
- 佐藤真知子 - 日本テレビアナウンサー
- 重松和世 - 元中部日本放送アナウンサー
- 清水由美 - 元名古屋テレビアナウンサー
- 清水玲 - 宮崎放送アナウンサー
- 須磨佳津江 - 元NHKアナウンサー・フリーキャスター
- 高橋真麻 - 元フジテレビアナウンサー
- 高橋美樹 - 秋田放送アナウンサー
- 鷹西美佳 - 元日本テレビアナウンサー
- 竹下裕理 - 元南日本放送アナウンサー
- 田島祐子 - 元テレビ新潟アナウンサー、フリーアナウンサー
- 徳住有香 - 元鹿児島読売テレビアナウンサー・フリーキャスター
- 戸室穂美 - フリーアナウンサー、ニュースキャスター
- 内藤裕子 - 元NHKアナウンサー
- 中川緑 - NHKアナウンサー
- 中澤有美子 - フリーアナウンサー
- 永谷裕香 - フリーアナウンサー、人道支援活動家
- 中西希 - 広島ホームテレビアナウンサー
- 西尾由佳理 - 元日本テレビアナウンサー
- 野崎由美子 - 元テレビ朝日アナウンサー
- 野村真季 - テレビ朝日アナウンサー
- 橋谷能理子 - フリーアナウンサー
- 花村あづさ - 元チューリップテレビ、フリーアナウンサー
- 平松洋子 - フードジャーナリスト第28回講談社エッセイ賞受賞
- 深津麻弓 - 富山テレビ放送アナウンサー、元名古屋テレビ放送アナウンサー
- 藤原房子 - ジャーナリスト、サントリー学芸賞受賞。
- 水沼啓子 - 産経新聞元ソウル特派員、現・外信部
- 宮田はるな - フリーアナウンサー
- 村瀬ひとみ - 元山口放送アナウンサー
- 室町澄子 - 元NHKアナウンサー
- 森香澄 - 元テレビ東京アナウンサー
- 山内彩加 - CBCアナウンサー
- 山上万恵美 - 元ニュースキャスター
- 山本悠美子 - 関西テレビアナウンサー
- 吉村洋子 - 元CBCアナウンサー
- 好本惠 - 元NHKアナウンサー

### 芸能
- 竹下景子 - 女優
- 原田佳奈 - 女優
- 竹内晶子 - 女優
- 多部未華子 - 女優
- 山本麻里安 - 声優
- 小池理子 - 声優
- 松田樹里 - モデル
- アカシモモカ - シンガーソングライター
- 南壽あさ子 - シンガーソングライター
- 雨宮凜々子 - タレント